# B&G
La B&G Entertainment è stata una casa discografica indipendente con sede a Lugano, Svizzera, e operante sul mercato musicale italiano.
Fondata alla fine del 2001 da Behgjet Pacolli e Gianni Belleno (entrambi ex mariti di Anna Oxa), si proponeva di essere un'etichetta a misura di artista, che lasciasse libertà ai cantanti e finanziasse il loro successo attraverso "investimenti senza limiti di budget" e distribuzioni su licenza sui mercati europei.
La prima cantante ad essere messa sotto contratto dalla B&G fu Spagna, all'epoca in chiusura di contratto con la Sony Music, che fu presentata dalla neonata casa discografica come propria artista di punta e per la quale fu progettato un ambizioso piano di rilancio per l'anno 2002.
Seguirono Loredana Bertè e Mariella Nava, anch'esse uscenti dalla Sony Music.
Al Festival di Sanremo 2002 la B&G si presentò con ben 3 artisti: Loredana Bertè e Mariella Nava tra i big e i Botero tra le nuove proposte, un numero che la poneva, come fecero notare all'epoca i portavoce della società, allo stesso livello delle grandi major.
La distribuzione degli album e dei singoli fu affidata inizialmente alla Self quindi, a partire dal 2003 e in seguito anche a problemi di distribuzione lacunosa causati dalla precedente azienda, alla Universal.
Il riscontro solo tiepido ottenuto dai due album di Spagna incisi per l'etichetta e le controversie sorte con Loredana Bertè furono tra le cause che portarono la B&G a chiudere i battenti alla fine del 2004, dopo appena tre anni di attività.

## Artisti
- Ivana Spagna
- Loredana Bertè
- Mariella Nava
- Mamo Belleno
- Dario Camiglieri
- QuartAumentata
- Andrea